# جولیانا لومان
جولیانا راگیانتی لومان کاردوسو (زاده ۱ سپتامبر ۱۹۸۹ در نیتروی، ریودوژانیرو) یک بازیگر برزیلی است.
جولیانا در سال 1998 هنگام تماشای بازی‌های جام جهانی از طریق صفحه نمایش در ساحل در نیتروی کشف شد.
در سال ۲۰۰۲ در سریال ای بیجو دو وامپیرو به عنوان پاندورا شرکت کرد، که مثلثی را با شخصیت‌های کیکی بریتو و سسیلیا داسی تشکیل داد.

## فیلم‌شناسی

### تلویزیون
| سال  | عنوان                    | نقش                      | یادداشت                  |
| ---- | ------------------------ | ------------------------ | ------------------------ |
| ۲۰۰۱ | مالهسائو                 | گابریلا فریرا (گابی)     | فصل ۸                    |
| ۲۰۰۲ | ای بیجو دو وامپیرو       | پاندورا دمونت ماتر       |                          |
| ۲۰۰۴ | ام سو کوراسائو           | آنتونیا                  |                          |
| ۲۰۰۴ | Começar de Novo          | تکا (ترزا کریستینا)      |                          |
| ۲۰۰۵ | مالهسائو                 | Ciça                     | فصل ۱۲; مشارکت ویژه      |
| ۲۰۰۶ | دیاریستا                 | نارا                     | قسمت: "Aquele da Chuva"  |
| ۲۰۰۶ | ویداس اوپوستاس           | کارلا روشا               |                          |
| ۲۰۰۷ | ترنجبین                  | آلیس                     | قسمت: "João Santos"      |
| ۲۰۰۸ | چاماس دا ویدا            | مانو (مانوئلا کاستلی)    |                          |
| ۲۰۱۱ | Sansão e Dalila          | جودی                     |                          |
| ۲۰۱۱ | مالهسائو                 | دبورا گیماراس د اولیویرا |                          |
| ۲۰۱۳ | یک گراند فامیلیا         | لیاندرا (جوان)           | قسمت: "Bebel e Sua Moto" |
| ۲۰۱۳ | جویا رارا                | بلمیرا                   |                          |
| ۲۰۱۵ | به عنوان Canalhas        | کارن                     | قسمت: "کارن"             |
| ۲۰۱۵ | من عاشق پارایزوپلیس هستم | نیده (نیدینها)           |                          |
| ۲۰۱۶ | ای آی… کامیو؟            | پائولا                   | قسمت: "۲۹ اوت ۲۰۱۶"      |